# Prosper Ferdinand z Fürstenbergu
Prosper Ferdinand lankrabě z Fürstenberg-Stühlingenu (německy Prosper Ferdinand Philipp Maria Karl Franz Landgraf zu Fürstenberg-Stühlingen; 12. září 1662, Stühlingen – 21. listopadu 1704, Landau) byl německý šlechtic a důstojník ve službách Habsburků. V císařské armádě dosáhl hodnosti polního zbrojmistra.

## Původ a život
Pocházel ze starého šlechtického rodu Fürstenbergů. Narodil se v Stühlingenu jako druhorozený syn lankraběte Maxmiliána Františka z Fürstenbergu (1634–1681) a Marie Magdaleny z Bernhausenu. Starší bratr Antonín (1661–1724) zvolil duchovní dráhu a mladší Leopold (1666–1689) zemřel při obléhání Mohuče. Jediná sestra Izabela Magdalena (1658–1719) se provdala za hraběte Jan Weikharda ze Sinzendorfu (1656–1715), majitele panství Trpísty, Třebel, Slavice a Veveří.
Po tragické smrti otce v říjnu 1681 se stal jeho nástupcem v pouhách devatenácti letech. Pod vedením Evžena Savojského a Ludvíka Viléma Bádenského se zúčastnil bojů proti Turkům.
Zemřel v listopadu 1704 při obléhání města Landau během války o španělské dědictví. Je pohřben v kapucínském klášteře v Haslachu v jihozápadním Německu.

## Rodina
Ve Vídni se 30. listopadu 1690 oženil s hraběnkou Annou Žofií z Königsegg-Rothenfelsu (1674–1727), dcerou vicekancléře Svaté říše římské Leopolda Viléma z Königsegg-Rothenfelsu. Z manželství se narodilo šest dcer a dva synové:
- 1. Marie Josefa (21. 3. 1692 – 3. 3. 1711), svobodná a bezdětná
- 2. Marie Eleonora (9. 12. 1693 Stühlingen – 21. 3. 1753 Neutrauchburg), manž. 1723 hrabě Josef Vilém Waldburg-Trauchburg (20. 1. 1694 – 19. 3. 1756)
- 3. Marie Augusta (7. 5. 1695 Günzburg – 18. 2. 1770 Brno), manž. 1714 hrabě Václav Albrecht Bruntálský z Vrbna (1659 – 11. 9. 1732 Lehnice)
- 4. Marie Šarlota (10. 5. 1697 – 18. 3. 1740), jeptiška
- 5. Josef Vilém z Fürstenbergu (12. 1. 1699 – 29. 4. 1762 Vídeň), roku 1716 povýšen císařem Karlem VI. na knížete, I. manž. 1723 hraběnka Marie Terezie z Valdštejna (21. 2. 1707 Praha – 12. 11. 1756 Vídeň), II. manž. 1761 hraběnka Maria Anna von der Wahl (22. 9. 1736 – 21. 3. 1808)
- 6. Marie Antonie (2. 3. 1702 – 24. 4. 1707)
- 7. Marie Alžběta (28. 2. 1703 – 22. 1. 1767 Praha), manž. 1727 hrabě František Arnošt z Valdštejna (19. 7. 1705 Praha – 14. 9. 1748 Mnichovo Hradiště)
- 8. Ludvík August (4. 2. 1705 Aschaffenburg – 10. 11. 1759 Linec), manž. 1745 hraběnka Marie Anna Josefa Fuggerová z Kirchbergu a Weißenhornu (21. 5. 1719 Zinnenberg – 11. 1. 1784 Linec)